# Dozza
Dozza est une commune italienne de la ville métropolitaine de Bologne, dans la région Émilie-Romagne.

## Administration
| Période                                  | Période      | Identité         | Étiquette     | Qualité |
| ---------------------------------------- | ------------ | ---------------- | ------------- | ------- |
| 1976                                     | 16 juin 1985 | Germano Martelli | PCI           |         |
| 17 juin 1985                             | 14 mars 1994 | Elis Dall'Olio   | PCI           |         |
| 15 mars 1994                             | 13 juin 2004 | Daniele Manca    | PDS           |         |
| 14 juin 2004                             | 26 mai 2014  | Antonio Borghi   | DS            |         |
| 27 mai 2014                              | En cours     | Luca Albertazzi  | Liste civique |         |
| Les données manquantes sont à compléter. |              |                  |               |         |

### Communes limitrophes
Casalfiumanese, Castel Guelfo di Bologna, Castel San Pietro Terme, Imola